# بريو
بريو (بالفارسية: بریو) هي منطقة سكنية من نواحي بلدة أشكنان مقاطعة لامرد في محافظة فارس إيران.

## السكان
تقع هذه القرية في قسم أشكنان وحسب احصاءات سنة 2006 كان عدد السكان 336 نسمة في 65 مسكن.